# Quý nhân Triệu thị (Triều Tiên Nhân Tổ)
Quý nhân Triệu thị (Hanja: 貴人趙氏, Hangul: 귀비조씨; 1615 - 24 tháng 01, 1652), cũng gọi là Quý nhân Triệu thị hoặc Phế quý nhân Triệu thị, là một hậu cung tần ngự và Nội mệnh phụ của Triều Tiên Nhân Tổ, nổi tiếng vì độc ác và lũng đoạn triều chính vào thời kì cuối của Nhân Tổ. Sự tàn nhẫn và hiểm độc của quý nhân Triệu thị thường được đánh giá là tương tự như Lã hậu và Võ Tắc Thiên.
Phế quý nhân Triệu thị cùng với Hy tần Trương thị được xem là hai Nội mệnh phụ nổi tiếng nhất trong lịch sử Vương quốc Triều Tiên.

## Thân thế
Bà là người ở Thuần Xương, sinh vào năm Ất Mão (1615), là con gái của Khánh Thượng Hữu đạo Binh mã Tiết độ sứ Triệu Kỳ (趙琦), thân mẫu là Hán Ngọc (漢玉), một tiểu thiếp của Triệu Kỳ. Từ nhỏ, Triệu thị đã được biết tới là người có nhan sắc cực kì diễm lệ.
Do chỉ là thứ xuất, lại là nữ tử, Triệu thị không được thân phụ coi trọng, thậm chí kể như chưa từng sinh ra bà. Bà và mẹ ruột bị đích mẫu và các anh chị em trong nhà đối đãi như nô lệ, tùy ý đánh đập, chửi bới, nên từ nhỏ đã mang đầy lòng thù hằn và đố kỵ giai cấp, mang chí hướng muốn vươn lên địa vị cao quý.

## Triều Tiên mệnh phụ
Năm 1630, Triệu thị nhập cung làm thị nữ hầu hạ Nhân Liệt Vương hậu, do làm việc cẩn trọng và chu đáo, lại hiểu chuyện và cư xử đúng mực nên rất được Vương hậu xem trọng. Nhân Liệt Vương hậu tiến cử Triệu thị lên Nhân Tổ Đại vương, bà liền được Đại vương sủng hạnh và yêu quý, nhận sắc phong Thừa ân Thượng cung. Do tư sắc diễm lệ cộng thêm tính tình đoan trang, Triệu thị được Nhân Tổ cực kỳ yêu chiều, là Hậu cung sủng ái nhất của Nhân Tổ bấy giờ. Năm 1631, tấn phong làm Thục viên (淑媛), rồi thăng dần lên Chiêu viên (昭媛) trong năm 1632. Năm 1633, tấn vị Chiêu nghi (昭儀). Năm 1634, tấn phong Quý nhân (貴人).
Năm 1636, Nhân Liệt Vương hậu hoăng, Hậu cung không có người cai quản. Năm 1637, Quý nhân sinh hạ một Vương nữ, về sau chính là Hiếu Minh ông chúa, khiến bà và cả Nhân Tổ Đại vương đều thất vọng. Dưới áp lực của triều đình, Nhân Tổ Đại vương buộc phải sách lập nữ tử của Triệu Xương Viễn (趙昌遠) làm Vương phi, tức là Trang Liệt Vương hậu, khiến cho Quý nhân Triệu thị vô cùng phẫn nộ và ghen ghét với Kế phi, vì cho rằng ngôi Trung điện đó vốn dĩ phải thuộc về mình chứ không phải vị kia.
Quý nhân Triệu thị sinh hạ 2 vương tử và 1 vương nữ: Sùng Thiện Đại quân Lý Trừng, Lạc Thiện Đại quân Lý Tiêu và Hiếu Minh ông chúa.
Đương thời Triệu thị là một mỹ nhân, người có bụng dạ thâm sâu, tâm kế nham hiểm và tính cách xấu xa, lại rất được Quốc vương sủng ái nên Triệu thị sinh lòng kiêu ngạo, trong cung bấy giờ Trung điện còn nhỏ tuổi nên bà không xem ra gì, nhiều lần chèn ép, mưu hại. Đối với ai mà bà ghét đều tìm cách vu khống, hãm hại, thậm chí là giết chết, trong cung không ai không sợ hãi.
Đối với Mẫn Hoài tần cung Khương thị (愍懷嬪姜氏) thì bà càng thêm ghen ghét đố kị, luôn ở bên Nhân Tổ mà nói xấu Tần cung và chồng là Chiêu Hiến Thế tử. Dù không được nhắc đến trực tiếp trong Triều Tiên vương triều thực lục và các ghi chép khác, nhưng mối quan hệ của Triệu Quý nhân với cái chết đột ngột bí ẩn của Chiêu Hiển Thế tử được đồn đại rất nhiều, thậm chí bà còn tiếp tục nói xấu Thế tử sau khi ông vừa qua đời với Nhân Tổ bằng những chuyện hư cấu do tự bà dệt nên. Vì vậy, Mẫn Hoài tần nghi ngờ Triệu thị hạ độc Thế tử và tố cáo bà, nhưng không sợ sệt và quan ngại, mà ngược lại bà còn nắm bắt cơ hội, buộc tội Mẫn Hoài Tần cung hạ độc Nhân Tổ, khiến cho Quốc vương ra lệnh xử tử Mẫn Hoài Tần cung. Trước khi Thế tử qua đời đột ngột, ông được châm cứu bởi một châm y tên là Lý Hanh Ích, người bị đồn đại là có quan hệ tình ái với mẹ của bà Hán thị, và cũng có quen biết với bà. Điều này khiến bà trở thành một trong những người bị nghi là ám hại Thế tử.

## Qua đời
Sau khi Nhân Tổ qua đời, Triệu thị muốn đưa con trai mình là Sùng Thiện Đại quân kế vị thay thế Phụng Lâm Đại quân nhờ câu kết với Kim Tự Điểm, nhưng cuối cùng thất bại, còn kết tội mưu hại Quân chủ và bị ban thuốc độc tự tử, Kim Tự Điểm vì tội đồng lõa cũng bị giết, tuy nhiên Hiếu Minh Công chúa con gái bà lại được tha mạng.

## Gia quyến
Bổn gia Thuần Xương Triệu thị (淳昌 趙氏)
- Cao tổ phụ (高祖父): Phủ doãn Triệu Sâm (府尹趙琛)
  - Tằng tổ phụ (曾祖父): Sát phóng Triệu Hiếu Trinh (察訪趙孝貞)
    - Tổ phụ (祖父): Biệt tọa tặng Thừa chỉ Triệu Thiên Tường (別坐贈承旨趙天祥)
    - Tổ mẫu (祖母): Lý thị, con gái Lý Hiền Cảnh (李氏，李賢璟之女)
      - Thân phụ: Thuần Xương Phủ viện quân (淳昌府院君)  Khánh Thượng Hữu đạo Binh mã Tiết độ sứ (慶尙右道兵馬節度使) Triệu Kỳ (趙琦; 1574 - ?).
      - Thân mẫu: Cảnh Thành Phủ phu nhân (鏡城府夫人) Hán Ngọc (漢玉; ? - 1652)
- Ngoại tổ phụ (外祖父): Đãi giáo tặng Lại tào Tham phán Thanh Tùng quân Thẩm Hãn (待教贈吏曹參判青松君沈忻)
- Ngoại tổ mẫu (外祖母): Thanh Châu Hán thị, con gái của Cảnh Thành phủ phán quan tặng Lãnh nghị chính Hàn Hiếu Dận (清州韓氏，鏡城府判官贈領議政韓孝胤之女)

Vương gia Toàn Châu Lý thị (全州 李氏)
- Chương phụ: Triều Tiên Nguyên Tông (Truy tôn)
- Chương mẫu: Nhân Hiến Vương hậu (Truy tôn)
  - Phu quân: Triều Tiên Nhân Tổ
    - Vương nữ: Hiếu Minh Công chúa (1637 - 1700), vương nữ duy nhất của Nhân Tổ Đại vương, hạ giá lấy Kim Thế Long (金世龍; ? - 1651) ở An Đông (安東), cháu trai của Kim Tự Điểm (金自點; 1588 - 1651)
    - Trưởng tử: Sùng Thiện Đại quân Lý Trừng (李澂; 1639 - 1690), lấy Bình Sơn Thân thị, con gái của văn thần Thân Dực Toàn (申翊全; 1605 - 1660)
      - Vương tôn: Đông Bình quân Lý Hàng (李杭; 1660 - 1701)
      - Vương tôn: Đông Thành Đô chính Lý Cương (李棡)

    - Thứ tử: Lạc Thiện Đại quân Lý Tiêu (李潚; 1641 - 1695), lấy Giang Lăng Kim thị, con gái của Kim Đức Viễn

## Trong văn hóa đại chúng
- Được diễn bởi Seo Hyun-jin trong The King's Doctor (Mã Y) MBC 2012.
- Được diễn bởi Kim Hyun-joo và Lee Chae-mi trong Cuộc chiến nội cung JTBC 2013.
- Được diễn bởi Kim Min-seo trong Splendid Politics (Bức họa Vương quyền) MBC 2015.